# Can Fontanellas (Castellfollit del Boix)
Can Fontanellas és un conjunt del municipi de Castellfollit del Boix (Bages) que forma part de l'Inventari del Patrimoni Arquitectònic de Catalunya.

## Descripció
És un conjunt format per la masia, cups, estables, premses, una gran bassa (ara coberta amb runa) i una capella. La masia està formada per dues edificacions d'èpoques diferents. La principal, i més antiga, està actualment en fase de restauració. És de planta rectangular i té planta baixa i pis. Destaca per les llindes de les obertures de pedra i decorades amb sanefes i inscripcions.
Té els murs de pedra i la porta és d'arc de mig punt adovellat. L'altra edificació hi està adossada per la part posterior deixant un pas amb arcades i volta que comunica l'entrada principal de la primitiva construcció amb les façanes laterals de les dues. Aquesta és de maó arrebossat. En la restauració s'han trobat a la part baixa de la primitiva arcades que havien estat tapiades.

## Història
Hi ha en les llindes de finestres de la casa més antiga les dates: 1693 i 1791. La datació aproximada de la casa moderna pot ser 1870.